# Ачил, Мертан
Мертан Ачил (тур. Merthan Açıl; род. 15 февраля 1982, Стамбул) — турецкий футболист, играющий на позиции полузащитника. Ныне выступает за турецкий клуб «Умраниеспор».

## Клубная карьера
Мертан Ачил начинал свою карьеру футболиста в стамбульском клубе «Бакыркёйспор». В августе 2002 года он перешёл в команду Второй лиги «Ризеспор». 23 августа 2003 года Мертан Ачил дебютировал в турецкой Суперлиге, выйдя на замену в домашней игре с «Малатьяспором». Затем он выступал за команды Второй лиги «Истанбул Башакшехир» и «Гиресунспор».
Летом 2006 года Мертан Ачил стал футболистом «Касымпаши», с которой по итогам сезона 2006/07 вышел в Суперлигу. 8 декабря 2007 года он забил свой первый гол на высшем уровне, открыв счёт в гостевом поединке против «Анкарагюджю». По итогам чемпионата 2010/11 «Касымпаша» вылетела в Первую лигу, а в начале января 2012 года Мертан Ачил перешёл в «Аданаспор», с которым стал победителем Первой лиги в сезоне 2015/16.
С июля 2016 года Мертан Ачил играет за команду Первой лиги «Умраниеспор».